# アグール人
アグール人（英：Aghuls、アグール語：агулар/agular、ロシア語：агулы/aguly または агульцы/aguljcy）はロシアダゲスタンの民族。

## 概要
2010年の国勢調査では、ロシアに34,160人（1959年は7,000人）居住。アグール語は北東コーカサス語族に属す。民族学的には、レズギ人に近縁である。4つの峡谷に4つの部族が居住している。近隣のKaitak人同様、8世紀のアラブ支配の際には早くからイスラム教を取り入れた。口頭伝承ではユダヤ人の子孫とされている。